# 栃木県道123号葛生停車場線

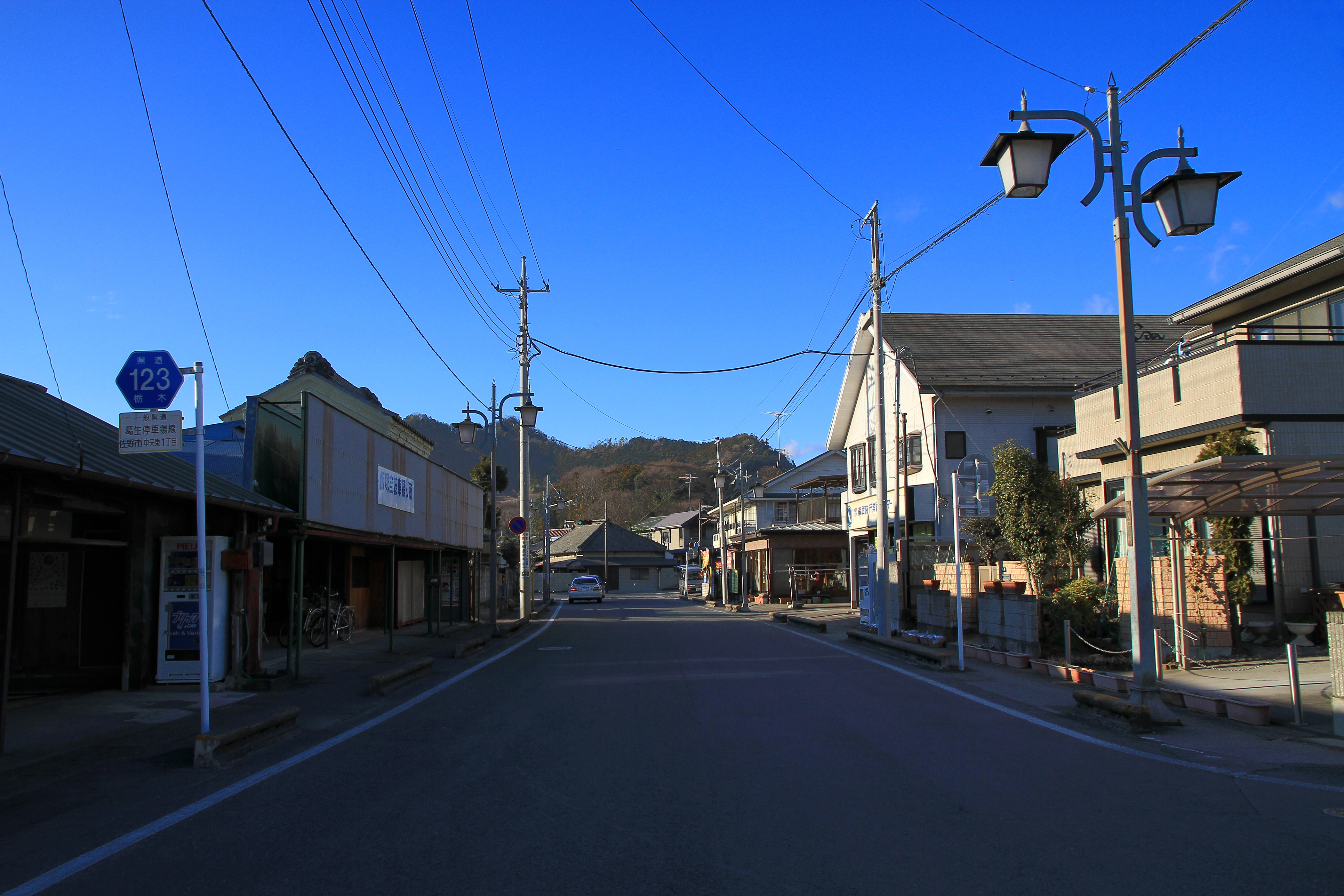
葛生駅前（佐野市中央1丁目）

栃木県道123号葛生停車場線（とちぎけんどう123ごう くずうていしゃじょうせん）は、栃木県佐野市（旧葛生町）を通る一般県道である。

## 路線概要
- 指定：1961年（昭和36年）4月1日
- 距離：1.61km
- 起点：栃木県佐野市葛生東1丁目（東武鉄道葛生駅）
- 終点：栃木県佐野市葛生西3丁目（国道293号交点）

## 接続する主な路線

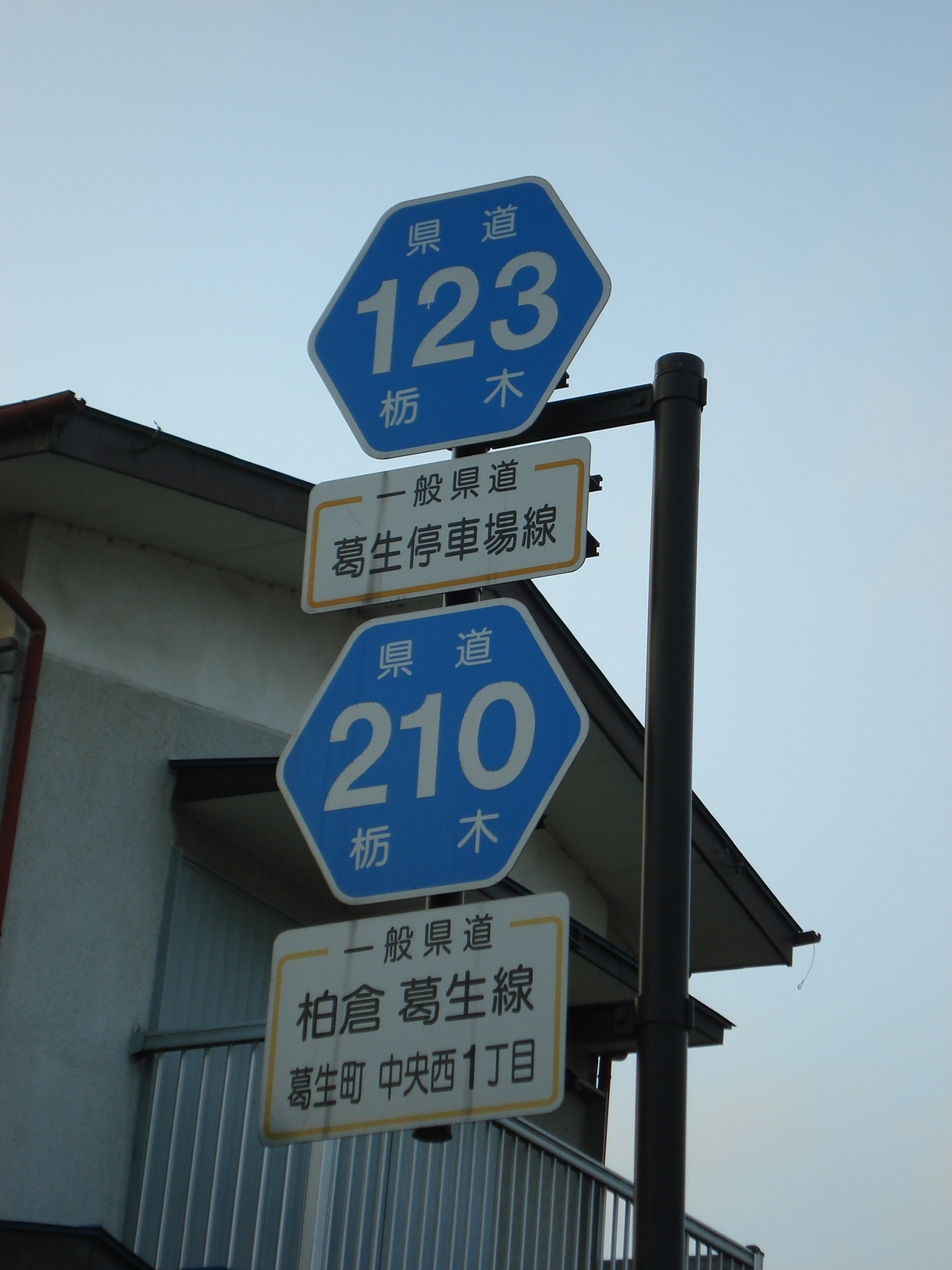
佐野市（旧葛生町）葛生西1丁目。栃木県道210号柏倉葛生線との重複区間。住所表示が旧自治体名のままである。

- 栃木県道210号柏倉葛生線（佐野市葛生西1丁目：重複区間）

## 沿線施設
- 東武佐野線 葛生駅
- 佐野市役所 葛生庁舎
- 佐野市立葛生小学校
- 青藍泰斗高等学校
- 葛生郵便局
- 足利銀行葛生支店
- 群馬銀行葛生支店
- 佐野信用金庫葛生支店